# بحران ریزگردهای استان خراسان
بحران ریزگردهای استان خراسان یکی از بحران‌های زیست‌محیطی است که در استان خراسان شمالی و استان خراسان جنوبی وجود دارد و طی سال‌های گذشته به وضعیت بحرانی رسیده‌است. طبق گزارش رسانه‌ها روز ۲۸ آذر ۱۴۰۲ شاخص کیفیت هوای مشهد به طرز بی‌سابقه‌ای با هجوم ریزگردها و غلظت آلاینده‌ها در آسمان این کلان‌شهر به عدد ۲۹۸ برسد. همچنین استان خراسان جنوبی در شرق کشور، به‌سبب وجود سالانه «٧۰۰ هزار تن گرد و غبار»، در ردیف شش استان اول ایران در این رابطه قرار دارد.

## خراسان شمالی

### تیر ۱۴۰۱
یکی از مقامات دانشگاه علوم پزشکی خراسان شمالی گفت: «به دنبال آلودگی هوا، چهار نفر زن و یک نفر مرد با متوسط سنی ۷۰ سال راهی بیمارستان شدند.» ریزگردها، در آسمان استان به‌ویژه بجنورد گسترش یافته‌اند. شاخص غلظت آلودگی هوا در بجنورد به ۵۰۰  و متوسط آن در جاجرم به حدود ۵۰۰ رسید.

### شهریور ۱۴۰۲
در اثر هجوم ریزگردها و گرد و غبار به آسمان مشهد، هوای این شهر تیره و غبارآلود شد و شاخص کیفیت هوا به عدد عجیب و غریب و ترسناک ۲۶۳ رسید که به آن شرایط بنفش یعنی وضعیت بسیار ناسالم گفته می‌شود.

### مهر ۱۴۰۲
طوفان شن و ریز‌گردها مسیرهای مشهد - سرخس- و سبزوار - نیشابور را مسدود نمود.

### آذر ۱۴۰۲
به دنبال هجوم گرد و غبار و ریز‌گردها همه مدارس و دانشگاه‌های سرخس برای روزهای پنجم و ششم آذر و ادارات نیز روز ششم آذر تعطیل شدند.

### دی ۱۴۰۲
- بنا بر گزارش رسانه‌های ایران شاخص کیفیت آلودگی هوای مشهد به «عدد ۴۴۱» رسید. این شرایط در محدوده «وضعیت خطرناک» برای همه گروه‌ها قرار دارد.[۸] این مشکل در شهرستان‌های استان از جمله سرخس، فریمان، درگز و تعدادی دیگر به وضعیتی رسید که مدارس تعطیل شدند.[۹]
- گرد و غبار و ریزگردها باعث شد تا مراکز آموزش عالی و مدارس شهرستان سرخس در نوبت عصر روز سه‌شنبه ۱۹ دی ماه تعطیل شود.[۱۰]

### ۱۸ بهمن
بنا بر گزارش رسانه‌ها و تصاویر منتشر شده، وجود طوفان ریزگردها که عامل آلودگی هوا هستند، دید افقی رانندگان را در خیابان‌ها و جاده‌های سرخس پایین آورده است.

### ۲۶ بهمن
بر اساس گزارش رسانه‌ها آلودگی مستمر هوا در مشهد به ۶ روز رسید. بنا به گزارش رسانه‌ها شاخص کیفیت هوای مشهد در ۲۴ ساعت گذشته در شرایط ناسالم قرارداشت و میانگین شاخص کیفیت هوا به عدد ۱۰۴ رسید.

### ۲ اسفند
بر اساس گزارش رسانه‌ها شاخص کیفیت آلودگی هوا در شیروان به عدد ۱۱۶ رسید که برای گروه‌های حساس مانند 
بیماران قلبی، ریوی، کودکان و سالمندان ناسالم محسوب می‌شود.

## خراسان جنوبی

### تیرماه ۱۴۰۲
مقامات دانشگاه علوم پزشکی بیرجند اعلام کردند که در مدت یک هفته بیش از  ۲۰ هزار نفر در استان خراسان جنوبی، به دلیل وجود ریزگردها روانه اورژانس بیمارستان‌ها و مراکز درمانی شده‌اند که بیش از هزار نفر از آنها بیماران قلبی و عروقی و بیش از هزار نفر نیز بیماران تنفسی بودند.
مدیرکل سازمان هواشناسی خراسان‌ جنوبی گفت: متوسط روزهای دارای گرد و غبار در خراسان‌ جنوبی از اول سال جاری تا پایان خرداد نه روز بوده است.

## عوامل بحران ریز گردها
بحران ریزگردها و گرد‌ و غبار که منشاء آن افغانستان و ترکمنستان است در آسمان استان‌های ایران به خصوص استان خراسان سال‌هاست که نگرانی‌های زیادی ایجاد کرده است. برای جلوگیری از این وضعیت میتوان اقداماتی مانند ایجاد کمربند سبز در مناطق داخلی ایران در مجاورت ترکمنستان و همچنین تقویت پوشش گیاهی این مناطق را در دستور کار قرار داد.  باید گفت که در حال حاضر ۱۶ کانون بحران گرد و غبار در استان خراسان وجود دارد و ضروریست که سازمان‌های دست اندرکار نسبت به مدیریت هر کدام از این کانون‌های گرد و غبار در استان اقدام کرده و از پیشرفت روزافزون آنها جلوگیری کنند.